# Рамсес VIII
Рамсес VIII — фараон Древнего Египта из XX династии (Рамессиды), правивший приблизительно в 1127 году до н. э.

## Биография
Рамсес VIII, возможно, узурпировал престол, не принадлежа к правившей семье. Царствование его длилось около 2 лет. Память о нём преследовалась и памятников, помеченных его царствованием, практически не сохранилось.
Другая теория утверждает, что этот фараон был сыном могущественного Рамсеса III
, а его претензии на престол были законными и обоснованными.
Известны упоминания царя в текстах храма в Мединет-Абу, его гробница не обнаружена, неизвестна судьба и его мумии. Имя Рамсеса VIII сохранилось на фаянсовых плитках неизвестного происхождения и нескольких скарабеях.
Некоторые датировки его правления согласно различным исследователям-египтологам (даты даны до н. э.):
- 1125—1123 гг. (2 года) — по Ю. фон Бекерату
- 1129—1127 гг. (2 года) — по Э. Хорнунгу
- 1137—1130 гг. (7 лет) — по Р. Паркеру
- 1127—1126 гг. (1 год) — по Э. Ф. Венте
- 1128—1126 гг. (2 года) — по Р. Крауссу

## Гробница
Гробница Рамсеса VIII не обнаружена в Долине Царей. Существует предположение, что гробница KV19 для Монтухерхепешефа, сына фараона Рамсеса IX изначально строилась для Рамсеса VIII до его восшествия на престол. В 2007 году египетская экспедиция во главе Афифи Рохеим и кураторством руководителя Верховного совета древностей Египта Захи Хавасса пытались найти гробницу.
Для Рамсеса VIII готовилась гробница QV43 в Долине Цариц до того, как он стал фараоном. Однако, гробница никогда не использовалась.